# Институт проблем рынка РАН
Институ́т пробле́м ры́нка Российской Академии наук (ИПР РАН) — учреждение Российской академии наук, образованное Постановлением Президиума АН СССР в 1990 году на базе Центрального экономико-математического института (ЦЭМИ РАН). Начал функционировать с 1 февраля 1991 года как Институт проблем рынка АН СССР (по ноябрь 1991 года). Основателем и первым директором института был акад. Н. Я. Петраков (1991—2014), с 2014 года директором института является член-корр. РАН, д.э.н., проф. В. А. Цветков.

## Основные направления проводимых ИПР РАН экономических исследований
- Разработка теории и методологии формирования рыночной экономики
- Разработка принципов функционирования и эволюции рыночной инфраструктуры в экономике страны, формирование систем рычагов и механизмов государственного регулирования рыночных процессов
- Разработка методологии эколого-экономического регулирования рынка
- Моделирование процессов взаимодействия и интеграции внутреннего и мирового рынков, исследование экономических механизмов включения государства в систему мирохозяйственных связей.

Институт ведёт подготовку научных кадров через аспирантуру и докторантуру по специальности 08.00.05 «Экономика и управление народным хозяйством» (специализации: экономика, организация и управление предприятиями, отраслями, комплексами — промышленность; экономика природопользования). В институте работает диссертационный совет Д 002.138.01 по присуждению ученых степеней доктора и кандидата экономических наук.

## Адрес
- 117418, Москва, Нахимовский проспект, 47 (ст. метро «Профсоюзная»), тел. (499) 129-1000, (499) 129-0944; факс: (499) 724-2898